# Gisèle Halimi
Gisèle Halimi (Arabisch: جيزيل حليمي, jayzil halimi), geboren als Zeiza Gisèle Élise Taïeb (زايزا جيزيل إليز الطيب, zāyzā jayzīl ʼilayz alṭayib; La Goulette, 27 juli 1927 – Parijs, 28 juli 2020) Frans-Tunesische politica en feministe. Als advocaat verdedigde ze vanaf de jaren 50 van de twintigste eeuw de Algerijnse onafhankelijkheidsstrijders, toen Algerije nog een Franse kolonie was. Vanaf 1960 behartigde ze de belangen van de activiste en actievoerster Djamila Boupacha, beschuldigd van poging tot moord, en vervolgens gemarteld en verkracht door Franse soldaten. Bijgestaan door Simone de Beauvoir kwam het proces in de media gebracht en hiermee verkregen de methodes van het Franse leger ten tijden van de Algerijnse Oorlog.
Als boegbeeld voor het feminisme in Frankrijk is ze de enige advocate die het Manifest van de 343 in 1971 tekende. Zo werden vrouwen verenigd die abortus hebben gepleegd en pleiten voor vrije toegang tot abortus, tot dan toe nog onderdrukt in Frankrijk. Gisèle Halimi richtte samen met Simone de Beauvoir en Jean Rostand de beweging Choisir la cause des femmes (Kies voor het belang van de vrouwen). In 1972 verdedigde ze vrouwen die worden beschuldigd van het illegaal plegen van abortus in het proces van Bobigny. Haar optreden als advocaat in dit proces had de vrijspraak van drie vrouwen tot gevolg evenals een uitstel voor de vierde vrouw. Ze heeft bijgedragen aan de evolutie richting de loi Veil. Deze wet werd op 20 december 1974 aangenomen en ging op 19 januari 1975 in. De wet maakte abortus in Frankrijk legaal. De wet werd voorgesteld door Simone Veil, minister van Volksgezondheid onder het presidentschap van Valéry Giscard d'Estaing.
Haar verdedigingsstrategie van twee vrouwelijke slachtoffers van een verkrachting in 1974 (veroordeeld in 1978), de Affaire Tonglet-Castellano, droeg bij aan het aannemen van een nieuwe wet in 1980, die onder andere verkrachting duidelijker definieerde en erkende als een zwaar misdrijf. 
In 1981 wordt ze verkozen als Kamerlid en ze vervulde dit mandaat tot in 1984. Ze zette zich in voor gelijkheid (tussen mannen en vrouwen) in de politiek en verkreeg in 1982 stemmen voor een wetsartikel die quota kan opleggen als het gaat om de verdeling man/vrouw in verkiezingen, maar de tekst werd ongeldig verklaar door de Conseil constitutionnel (Nederlands: Grondwettelijke Raad). Samen met Robert Badinter vormt ze de intrekking van een wet die een onderscheid maakte op de minimum- en maximumleeftijd waarop homoseksuele mannen seks kunnen hebben.
- In Frankrijk in 1942 bijvoorbeeld mochten mensen die op hetzelfde geslacht vallen seks hebben vanaf 21-jarige leeftijd, voor hetero's was dit toen 13 jaar.
- In Frankrijk in 1974 werd dit voor homoseksuele mensen verlaagd tot 18 jaar.
- In Frankrijk in 1984 werden homoseksuele mensen gelijkgetrokken met hetero's en is seks vanaf 15-jarige leeftijd toegestaan door het Frans strafrecht.
- In 1997 verklaarde Europees Hof voor de Rechten van de Mens een dergelijk onderscheid als discriminatie.

Vanaf 1985 bekleedde ze meerdere functies bij UNESCO (waaronder ambassadrice van Frankrijk) en vervolgens bij de Verenigde Naties, en was één van de oprichters van de andermondialistische (Andersglobalisme) ATTAC in 1998.

## Biografie

### Jeugd
Zeiza Taïeb werd geboren op 27 juli 1927 in La Goulette in een Joodse familie dichtbij Tunis. Haar moeder (Fortunée Metoudi) is van Spaanse afkomst en haar vader (Édouard Taïeb) van Berberse afkomst. Haar vader begon zijn carrière bij een advocatenkantoor alvorens hij notarisklerk werd. Zeiza Taïeb is geliefd bij haar vader, maar haar moeder hield niet van haar, schreef ze in een boek die ze in 1999 schreef. Haar moeder zou de grondslag zijn geweest voor haar voortgang in haar verdere carrière. Volgens Le Maitron was 'het feminisme van Gisèle Halimi in haar geworteld door de teleurstelling van haar geboorte ; haar ouders hadden op een jongen gehoopt. Haar moeder heeft altijd de voorkeur voor een zoon laten blijken [...] maar haar vader heeft altijd meer affectie laten zien'.
Ze verzette zich tegen de verplichting dat de meisjes in het gezin de mannen aan tafel moesten dienen, ook haar broers. Ze verzette zich ook om huishoudelijke klusjes te gaan doen terwijl haar broers dit niet hoefden te doen. Op 13-jarige leeftijd begon ze een hongerstaking om op die manier niet meer het bed van haar broer te hoeven verschonen. Na drie dagen geven haar ouders haar gelijk, en ze schreef in haar dagboek vanuit die tijd: "Vandaag heb ik mijn eerste beetje vrijheid gewonnen". Ze had daarvoor al een hongerstaking begonnen toen ze 10 jaar was om te mogen lezen en verkreeg op die manier goede resultaten op school in tegenstelling tot haar broers die er minder goed voor staan.
Volgens Le Maitron waren het Racisme en Antisemitisme wat ze in haar jeugd meemaakte voor haar een belangrijk punt om vóór dekolonisatie te zijn.

### Opleiding
Na het behalen van haar Baccalaureaat (Frankrijk) (komt overeen met vwo-examen in Nederland) aan het lycée Armand-Fallières in Tunis, weigert ze een gearrangeerd huwelijk met een oliehandelaar en verkrijgt even later toestemming om haar studie in Frankrijk te gaan volgen.
In Frankrijk behaalt ze haar bachelorgraad in het recht en twee certificaten in de filosofie aan de Universiteit Parijs 1 Panthéon-Sorbonne, ze studeerde ook aan Sciences Po. Als studente maakte ze gebruik van een studiebeurs en had een bijbaantje als telefoniste om een deel van haar studie te kunnen bekostigen. Ze behaalde haar advocatendiploma in 1948. Voordat ze 20 werd, aan het einde van de jaren 40 trouwt ze met Raymond Zemmour, een magistraat die in Normandië woont. Ze scheiden een paar maanden later.
In 1949 trouwde ze met een ambtenaar van het ministerie van Landbouw, Paul Halimi. Zeiza Taïeb neemt de naam Gisèle Halimi aan en sluit zich aan bij de Balie (advocatuur) in Tunis. Daar bepleit ze kleine zaken en verdedigt vakbonden en Tunesische onafhankelijkheidsstrijders. Hierna vervolgt ze haar carrière als advocate in Parijs waar ze zich in 1956 inschrijft bij de Balie.

## Juridische carrière

### Dekolonisatie
Vanaf de jaren 50 strijdt Gisèle Halimi voor de onafhankelijkheid van haar land Tunesië, maar ook van Algerije. Als advocaat stelde ze vanaf 1956 de martelingen door het Franse leger aan de kaak en ze verdedigt de aanhangers van de Mouvement national algérien (Nederlands: Algerijnse Nationale Beweging) die door de Franse justitie werden vervolgd. Ze woont op dit moment in een twee kamer appartement in het 10e arrondissement (Parijs) met haar twee zoons. Tussen 1956 en 1957 klaagt ze samen met de communistische advocaat Léo Matarasso een arts aan die autopsieën vervalsten. Ze werd één van de belangrijkste advocaten van het Front de libération nationale. Ze werd gearresteerd, kort gevangen gehouden en met de dood bedreigd. Dit werd serieus opgepakt door de diensten van de politie.
Vanaf 1960 verdedigt ze Djamila Boupacha, actievoerster van FLN en beschuldigd een bom in een snackbar in Algiers te hebben achtergelaten. Ze werd vervolgens gemarteld en verkracht door Franse soldaten. Gisèle Halimi begint een proces en het is dat bij zo'n proces gynaecologen als experts worden betrokken. Ze kon niet aanwezig zijn bij de eerste procesdag voor de militaire rechtbank en ze stuurde daarom Pierre Garrigues die op 1 maart 1962 werd vermoord in Algiers. Ze klaagt generaal Charles Ailleret aan (hoge commandant van het leger in Algerije) en Pierre Messmer, minister van het Leger voor het schenden van de grondrechten van haar cliënte. Omdat het hoge ambtenaren zijn wordt het groot in de media gebracht. Het proces wordt 'verplaatst' naar Caen en daar vormt ze een netwerk voor een verdedigingscomité die geld verzamelt om repatriëringen naar Frankrijk te kunnen financieren. Dit proces werd vooral gesteund door schrijfster en filosofie Simone de Beauvoir samen met Halimi schrijft aan Djamila Boupacha (boek). Het portret van Djamila Boupacha op papier van 8 december 1961 door Pablo Picasso verschijnt op 8 februari 1962 op de voorpagina van het tijdschrift Les Lettres françaises. De tekening die zou hebben bijgedragen aan het redden van Djamila Boupacha van de doodstraf. Het werk wordt vandaag de dag op 400 miljoen dollar geschat en is in handen van een Amerikaanse verzamelaar. Djamila Boupacha werd op 28 juni 1961 ter dood veroordeeld in Frankrijk, maar aan haar werd amnestie verleend ten gevolge van de Verdragen van Évian. Ze werd bevrijd op 21 april 1962.
Op 8 januari 1972 is Gisèle Halimi uitgenodigd bij een uitzending van Aujourd'hui Madame op het tweede kanaal van de ORTF (radio- en televisiezender). Daarin verdedigde ze het recht op abortus en de strijd tegen racisme. Ook antwoordde ze op critici naar aanleiding van haar betrokkenheid bij de Algerijnse onafhankelijkheid. In dezelfde inspiratie was ze voorzitter van een onderzoekscommissie van het Tribunal Russell (Internationale Rechtbank voor Oorlogsmisdaden, opgericht in 1966 door Bertrand Russell en Jean-Paul Sartre) over de oorlogsmisdaden van de Verenigde Staten in Vietnam.

### Recht op abortus
Gisèle Halimi was de enige advocate die in 1971 het Manifest van de 343 tekende. 343 verwijst naar een lijst van 343 Franse vrouwen die ervoor uitkomen abortus te hebben gepleegd, waarmee ze eigenlijk vervolgd zouden kunnen worden. Deze vrouwen eisen tevens anticonceptie en recht op abortus. Samen met Simone de Beauvoir en Jean Rostand sticht ze in 1971 de feministische beweging Choisir la cause des femmes waarmee wordt gestreden om een legalisering van abortus. Haar eerste doel was om te garanderen dat de ondertekenaars van het manifest (de 343 vrouwen) verdedigd zouden worden. Tevens streed ze voor een herziening op een wet uit 1920, die vrouwen verbood hun vruchtbaarheid te regelen met anticonceptiemiddelen of abortus. Ze neemt het voorzitterschap op zich wanneer Simone de Beauvoir sterft in 1986.
Tijdens het proces van Bobigny in 1972 wordt een vrijspraak van Marie-Claire bereikt, een jong meisje van 16 jaar dat abortus heeft gepleegd na een verkrachting. De moeder van Marie-Claire kreeg respijt (uitstel) en haar twee vriendinnen die haar hadden geholpen werden ook vrijgesproken. Met deze rechtszaak werd ook de wet aan de kaak gesteld die abortus als illegaal beschouwt.

### Criminalisering van verkrachting
Op 29 mei 1977 werd Gisèle Halimi geïnterviewd door de zender FR3. In een debat over de criminalisering van verkrachting stelt ze het probleem aan de kaak waarbij het slachtoffer van verkrachting een schuldgevoel wordt aangepraat, en er heel soepel met de dader wordt omgegaan. Ze zegt: "Een vrouw die verkracht is, is gebroken. Dat is een gebarsten vrouw, dat is een vrouw die naar mijn idee, nooit meer op iemand kan vertrouwen."
In 1978 gebruikte Gisèle Halimi opnieuw een mediastrategie wanneer ze twee jonge vrouwen verdedigt die slachtoffer zijn van een 'collectieve' verkrachting. Het gaat om Anne Tonglet en Araceli Castellano. Dit proces wordt voor het Hof van Assisen gesleept in Aix-en-Provence.
Zodra een verkrachting wordt gecriminaliseerd op basis van het eerste Franse strafrecht van 1791, gaat het slechts om de betiteling van verkrachting en een vervolging als er sprake is van een vaginale penetratie met ejaculatie buiten het huwelijk met geweld. Halimi stelt zich in het proces met name tegenover de advocaat van de tegenpartij, Gilbert Collard. Het proces vond plaats achter gesloten deuren en kreeg veel media-aandacht. Het proces vond zijn plek in het publieke debat en droeg bij aan het aannemen van een nieuwe wet van 23 december 1980 (van Eerste Kamerlid Brigitte Gros). In deze weet werd aanranding duidelijker gedefinieerd en ook werd de definitie van verkrachting uitgebreid naar "elke handeling met betrekking tot seksuele penetratie, van welke aard dan ook, gepleegd bij een ander persoon, met geweld, gedwongen of onverwachts".
Gisèle Halimi hielp en ondersteunde de filmmaakster Yannick Bellon bij het maken van de film L'Amour violé.

### Positie als advocate
Toen Gisèle Halimi in 1949 advocate werd, zette ze boven haar brieven: "advocate" (Frans: avocate). In Parijs protesteert één van haar vakgenoten en vraagt aan de deken van de advocatenorde om ervoor te zorgen dat Halimi voortaan 'advocaat' boven haar brieven zet, omdat het woord in de vrouwelijke vorm vooraf al zou bepalen dat ze feministische intenties zou hebben. Dit werd geweigerd door de deken.
Er was echter nog wel een probleem toen Gisèle Halimi advocate werd: in de eed die ze moest afleggen staan termen die het bewaren van afstand tot de cliënt zou aanbevelen. Ook zou ze als advocate met waardigheid, bewustzijn en onafhankelijkheid in de rechtbank moeten handelen. Ze zou ook niets mogen zeggen of publiceren wat tegen de wet, de gewoonten, publieke vrede en de staatsveiligheid zou ingaan. Voor Halimi betekende het uitoefenen van haar functie juist om alle vrijheid van spreken te hebben. In het proces van Bobigny kwam ze hier op terug. Ze vond ook dat een advocaat soms moet opstaan tegen de wet. Sommige wetten zouden volgens haar simpelweg tegen fundamentele rechten ingaan. In 1982, als Kamerlid, kreeg ze het samen met Robert Badinter voor elkaar om de advocateneed aan te passen. De eed zou vanaf dat moment niet meer de volgende onderdelen bevatten:
- "respect des autorités publiques", in het Nederlands: "respect voor de publieke autoriteiten"
- "relation aux bonnes mœurs", in het Nederlands: "betrekkingen met de 'goede gewoonten' (± tradities)"
- "sûreté de l'Etat et à la paix publique", in het Nederlands: "staatsveiligheid en de publieke vrijheid"

Hiermee kreeg de advocateneed een nieuwe vorm (en deze wordt tot op heden nog steeds gebruikt):
"Je jure, comme avocat, d'exercer mes fonctions avec dignité, conscience, indépendance, probité et humanité", vertaald: "Ik zweer, als advocaat, mijn functies met waardigheid, bewustzijn, onafhankelijkheid, eerlijkheid en menselijkheid uit te voeren."

## Politieke loopbaan

### Eerste acties
In 1965 neemt ze samen met Madeleine Guilbert, Marguerite Thibert, Évelyne Sullerot, Colette Audry en Andrée Michel deel aan de Mouvement démocratique féminin (Vrouwelijke democratische beweging), opgericht door Marie-Thérèse Eyquem en aangesloten bij de Fédération de la Gauche Démocrate et Socialiste. Deze beweging ondersteunt het kandidaatschap van François Mitterrand bij de presidentsverkiezingen van 1965 en tracht het socialisme en feminisme te verenigen. Tijdens de Franse parlementsverkiezingen 1967 doet de vereniging mee met zeven kandidaten. In de jaren 70 begint ze haar beweging Choisir ('Kiezen') in een uitbreiding van het gezamenlijke programma van vrouwen. Ze laat 100 vrouwen verschijnen bij de Franse parlementsverkiezingen 1978, zonder succes.

### Kamerlid en regionaal raadsvrouw van Rhône-Alpes
Als goede vriendin van François Mitterrand steunde ze hem bij de presidentsverkiezingen in 1981. Ze probeert kandidate te worden met de steun van Parti socialiste (Frankrijk) tijdens de Franse parlementsverkiezingen 1981. Ze probeert eerst om in de verkiezingen te komen van Loir-et-Cher maar dit lukte niet door lokale actievoerders. Vervolgens probeerde ze het in Isère (departement). De aftredende afgevaardigde Jacques-Antoine Gau was zeer recent gestorven en zijn plaatsvervanger, Yves Pillet, raadsman en burgemeester van Pont-en-Royans werd aangewezen voor de positie. Gisèle Halimi had slechts een paar dagen om campagne te voeren. Ze ontving 33,21% van de stemmen in de eerste ronde en werd verkozen bij de tweede ronde met 53,04% van de stemmen. Met deze overwinning werd ze Kamerlid in de Nationale Vergadering (Frankrijk) tot september 1984. André Vallin, die zich tegenover haar kandidaatschap stelde werd haar parlementair assistent. Tijdens deze periode zat ze ook in de Conseil Régional van Rhône-Alpes.
In december 1981 stelde ze een wetsvoorstel voor (in samenwerking met Robert Badinter, minister van Justitie) in de Nationale Vergadering waarbij het ging om een decriminalisering van homoseksuele relaties met minderjarigen ouder dan 15 jaar. Dit was één van de beloftes van François Mitterrand tijdens zijn campagne voor de presidentsverkiezingen in 1981. Na 6 maanden debatteren wordt op 27 juli 1982 de wet van 4 augustus 1982 aangenomen. Deze wet trok alinea 2 van artikel 331 uit het strafrecht in. In deze alinea stond een discriminerende onderscheiding in de leeftijd van seks: geslachtsgemeenschap voor homoseksuele mensen was 21, in 1974 verlaagd naar 18 jaar, terwijl dit voor heteroseksuele mensen 13 jaar was en later 15 jaar.

In de jaren 70 zette ze zich in voor een vrouwenquota op verkiezingslijsten. In 1999 verdedigde ze het idee van parité, waarbij het gaat om gelijkheid tussen mannen en vrouwen. In het kader van het feminisme is de term in het leven geroepen om de gelijkheid van mannen en vrouwen te stimuleren door bijvoorbeeld het aantal zetels of banen die door mannen of vrouwen worden bekleed in publieke of private bedrijven of instituten. In 1999 zette ze zich niet zo zeer in voor een bepaald aantal vrouwen in een parlement (een percentage). Op 28 juni 1999 vond er een herziening van Artikel 3 van de Grondwet plaats. Er werd een nieuwe alinea toegevoegd, waarin staat dat de wet de gelijke toegang voor zowel vrouwen als mannen tot functies en mandaten bevordert. Deze alinea werd op 23 juli 2008 weer verwijderd en vervangen door de laatste alinea van Artikel 1 van de Grondwet: 
"La loi favorise l'égal accès des femmes et des hommes aux mandats électoraux et fonctions électives ainsi qu'aux responsabilités professionnelles et sociales", Nederlands: "De wet bevordert de gelijke toegang voor vrouwen en mannen tot verkiezingsmandaten en functies verkregen door verkiezing evenals professionele en sociale verantwoordelijkheden." 
Naar aanleiding van haar loopbaan in de Nationale Vergadering constateert Gisèle Halimi dat haar plannen niet zo zijn gelopen zoals ze had gewenst. Ze spreekt van een "bolwerk van vrouwenhaat". Ze verklaart later teleurgesteld te zijn door François Mitterrand en ze vindt hem sluw. Na ontslag te hebben genomen van haar baan als Kamerlid in 1984 werd ze 'charge de mission' bij Claude Cheysson, minister van Europa en Buitenlandse Zaken.